# Guido Liuzzi
Guido Liuzzi (Reggio Emilia, 4 dicembre 1866 – Torino, 16 maggio 1942) è stato un generale italiano, veterano della guerra italo-turca, distintosi particolarmente come Capo di stato maggiore d'Intendenza, e poi Intendente generale della 4ª Armata nel corso della prima guerra mondiale, dove fu decorato con le Croci di Cavaliere e di Ufficiale dell'Ordine militare di Savoia. Nel dopoguerra fu comandante della Scuola di guerra dell'esercito (1920-1925), delle Divisioni militari di Trento e poi di Padova, e infine del I Corpo d'armata di Udine. Nel novembre 1938 fu allontanato definitivamente dal servizio attivo in seguito all'approvazione delle leggi razziali.

## Biografia
Nacque a Reggio Emilia il 4 dicembre 1866. Arruolatosi nel Regio Esercito, frequentò la Regia Accademia Militare di Fanteria e Cavalleria di Modena da cui uscì con il grado di sottotenente, assegnato all'arma di fanteria, corpo dei bersaglieri. In forza al 4º Reggimento bersaglieri, fu nominato capitano a scelta nel 1899, e nel 1903 trasferito in servizio presso il Corpo di Stato maggiore.  Divenuto maggiore nel 1911, prese parte alla guerra italo-turca come comandante di un battaglione di fanteria. Promosso tenente colonnello e poi colonnello, all'atto dell'entrata in guerra del Regno d'Italia, avvenuta il 24 maggio 1915, ricopriva l'incarico di Capo di stato maggiore d'Intendenza della 4ª Armata al comando del tenente generale Luigi Nava. Mantenne tale incarico fino al 12 maggio 1916, quando fu sostituito dal colonnello Alessandro Giovagnoli. Il 6 gennaio 1917 divenne Intendente d'armata e fu promosso maggiore generale, lasciando l'incarico il 16 luglio 1917 per assumere quello del settore montano della Vallarsa. 
Riprese l'incarico d'Intendente d'armata  il 5 febbraio 1918, lasciandolo definitivamente dopo la fine della guerra, il 23 novembre dello stesso anno.
Decorato con la Croce di Ufficiale dell'Ordine militare di Savoia, tra il 1920 e il 1925 fu comandante della Scuola di guerra dell'esercito di Civitavecchia, venendo promosso generale di divisione nel 1923. Tra il 1925 e il 1926 comandò le Divisioni militari di Trento e poi di Padova. Divenuto generale di corpo d'armata nel 1928, tra quell'anno e il 1932 fu comandante del I Corpo d'armata a Udine. Lasciò l'esercito nel corso del 1932, collocato in posizione ausiliaria, e insignito dell'onorificenza di Grande ufficiale dell'Ordine dei Santi Maurizio e Lazzaro, e  nel 1934 fu eletto presidente della comunità ebraica di Torino. Monarchico, nazionalista, fascista convinto, in quell'anno, insieme a Ettore Ovazza e Deodato Foà, fondò il settimanale La Nostra Bandiera nel tentativo di riaffermare senza ombra di dubbio la fedeltà degli ebrei al regime fascista.
Quando il 18 settembre 1938 Mussolini a Trieste annunciò il via all'approvazione delle leggi razziali, il 3 ottobre, dopo aver inutilmente cercato di farsi ricevere dal Duce, scrisse un'accorata lettera che terminava così: Ma non menomateci del bene supremo e unico, cui aspiriamo: la Patria!
Nel 1939 fu posto in congedo assoluto in quanto di razza ebraica, e si spense a Torino il 16 maggio 1942.

## Pubblicazioni
- Ricorsi e Pensieri di un ex Intendente d'armata, Stabilimento Poligrafico per l'Amministrazione della guerra, Roma, 1922.
- Per l'affratellamento degli studi civili e militari, Tip. E. Schioppo, Torino, 1924 con Edoardo Scala e Arturo Vacca Maggiolini
- I servizi logistici nella guerra, Corbaccio, Milano, 1934.

### Annotazioni
1. ↑  Il sottotitolo era: Settimanale degli italiani di religione ebraica.
2. ↑  Essa tra le altre cose diceva: Durante sedici anni di Era Fascista siamo stati parte integrante del meraviglioso blocco unitario che, solo nel mondo, Voi avete saputo forgiare. (...) Se ritenete che non abbiamo dato prove sufficienti di devozione, altre chiedetene e ne daremo. Ma non menomateci del bene supremo e unico, cui aspiriamo: la Patria!.

### Fonti
1. 1 2 3 4 5  Jewish Virtual Library.
2. 1 2   Bollettino ufficiale delle nomine, promozioni e destinazioni negli ufficiali e sottufficiali del R. esercito italiano e nel personale dell'amministrazione militare, 1910,  p. 157. URL consultato il 13 febbraio 2020.
3. ↑   Bollettino ufficiale delle nomine, promozioni e destinazioni negli ufficiali e sottufficiali del R. esercito italiano e nel personale dell'amministrazione militare, 1903,  p. 407. URL consultato il 13 febbraio 2020.
4. 1 2 3 4  Coltrinari Storia Militare.
5. ↑   Bollettino ufficiale delle nomine, promozioni e destinazioni negli ufficiali e sottufficiali del R. esercito italiano e nel personale dell'amministrazione militare, 1932,  p. 3747. URL consultato il 13 febbraio 2020.
6. ↑  Calimani 2015, p. 474.
7. ↑  Pavan, Schwarz 2001, p. 161.
8. ↑  Molinari 1991, p. 10.
9. 1 2  Sito web del Quirinale: dettaglio decorato.
10. ↑  Gazzetta Ufficiale del Regno d'Italia n.133 del 6 giugno 1918, pag.1613.